# デビッド・グリアー
デビッド・グリアー（David Grier、1961年 - ）は、アメリカのギタリスト。

## 演奏スタイル
世界有数のフラットピッキング奏法のギタリストとされる。ユニークなフレーズと、テーマに対する様々なバリエーションを作り出す能力は、彼の演奏スタイルの特徴である。彼は1992年、1993年、そして1995年にIBMAのギタープレイヤー・オブ・ザ・イヤーを受賞している。
ソロ活動の他に、ダロル・アンガーやマイク・マーシャルなどとサイコグラスのメンバーとして活動。

## 経歴
グリアーは音楽的素養の高い家庭で育った。父のラマーはブルーグラスのレジェンドであるビル・モンローのバンドで数年にわたりバンジョーを演奏。ローランド・ホワイトは幼い時のグリアーへの主要な音楽的影響を与えた人物である。ホワイトはグリアーの演奏学習を手助けした。グリアーのギター演奏は、ローランドの兄弟のクレランス・ホワイトに強く影響を受けている。
ギターは父のMartin D-18（1955年製造）を所有している。D-18は長い間、グリアーのメインギターとして活躍していたが、現在は「引退」している。また、ナッシュビルのバイオリン製作家Marty Lanhamによって作られた、Nashville Guitar Companyのドレッドノートも使用している。このギターは2009年にエルダリーで販売された。彼の現在のメインギターはMartin D-28（1946年製造）である。

## ディスコグラフィー
- Freewheeling
- Climbing the Walls (with Mike Compton)
- The Grass Is Greener (with Richard Greene and The Grass Is Greener)
- Lone Soldier
- Panorama
- Psychograss (with Psychograss)
- Hootenanny
- Phillips, Grier, and Flinner (with Todd Phillips (musician) and Matt Flinner)
- Looking Back (with Todd Phillips (musician) and Matt Flinner) 2002
- I've Got the House to Myself
- Now Hear This (with Psychograss)
- Evocative

## References
1. 1 2  Lankford, Ronnie. “David Grier: Biography”.   Allmusic. 2011年6月18日閲覧。
2. ↑  Harris, Craig. “Psychograss: Biography”.   Allmusic. 2011年6月18日閲覧。